# Fyra fönster mot gården
Fyra fönster mot gården är en kriminalroman av Maria Lang (pseudonym för Dagmar Lange), utgiven första gången 1983 på bokförlaget Norstedts. Romanen har översatts till danska och finska.